# José Rodrigo Rodrigo
José Rodrigo Rodrigo (Ceuta, 26 de diciembre de 1928-21 de octubre de 2016) fue un militar español, que fue jefe de Estado Mayor de la Defensa (JEMAD) entre 1992 y 1996, sustituyendo al almirante Gonzalo Rodríguez Martín-Granizo.

## Biografía
Natural de Ceuta, se incorporó al Ejército en el arma de infantería en 1943 como voluntario. Cuatro años después accedió a la Academia General Militar, donde en 1951 fue nombrado teniente de  arma de infantería y número uno de su promoción. De teniente es destinado al Regimiento de Infantería "Flandes" n.º 30 de donde pasó al Acorazado Alcázar de Toledo 61 y un poco más tarde a la Escuela de Estado Mayor. Fue pionero entre los oficiales y jefes militares españoles en acudir a formarse en cursos en el exterior. En 1978 como Teniente Coronel mandó un batallón del Regimiento de Infantería Mecanizada "Asturias" n.º 31, apodado  El Cangrejo, con guarnición en El Goloso (Madrid). 
Desarrolló su carrera en el Ejército de Tierra con destinos al mando de unidades y en puestos de responsabilidad y jefatura en el Ministerio de Defensa. Alcanzó el generalato en 1982. Así, complementó los cursos de formación de Estado Mayor en Estados Unidos y ocupó como oficial y jefe diversos destinos, entre los que se señalan la agregaduría militar adjunta en la embajada de España en Argentina, en la Escuela de Estado Mayor, como secretario de la Comisión Española de Estados Mayores peninsulares y al mando del Regimiento de Infantería Ligera “Isabel la Católica” n.º 29 sucesivamente. Con destinos administrativos después, como coronel fue subdirector de Política de Defensa para Asuntos Internacionales de la Defensa de la DIGENPOL. Mantuvo el destino cuando llegó a general de brigada y, en 1987, ya como general de división, fue nombrado general jefe de la División Acorazada Brunete.
Un año más tarde, en 1988, pasó a formar parte del Estado Mayor del Ejército de Tierra, donde alcanzó la segunda jefatura. Obtuvo el empleo de teniente general en 1989, convirtiéndose en titular de una capitanía general al recibir el mando de la I Región Militar (Madrid), antes de que se hiciera la reforma que eliminó las regiones militares. En diciembre de 1992, a punto de pasar a la reserva, sustituyó como Jefe de Estado Mayor de la Defensa (JEMAD) al almirante Gonzalo Rodríguez Martín-Granizo —que había fallecido en el cargo a causa de un derrame cerebral—, siendo presidente del gobierno Felipe González. Cesó como JEMAD en el verano de 1996, ya formado el primer gabinete de José María Aznar, y le sustituyó el teniente general Santiago Valderas Cañestro.
Miembro de la Real y Militar Orden de San Fernando, que presidió, y gran canciller de la de San Hermenegildo, fue miembro del Consejo de Estado en calidad de consejero nato al abandonar su puesto como JEMAD. Estaba en posesión de las cruces con distintivo blanco de la Orden del Mérito Militar, de la Orden del Mérito Aeronáutico y de la Orden del Mérito Naval. Fue ascendido a título honorífico a general de Ejército en 1999 y era, al tiempo de fallecer, el militar español con más años de servicio en los ejércitos.
| Predecesor: Gonzalo Rodríguez Martín-Granizo | Jefe de Estado Mayor de la Defensa 23 de diciembre de 1992-26 de julio de 1996 | Sucesor: Santiago Valderas Cañestro |